# Etnomusicologia

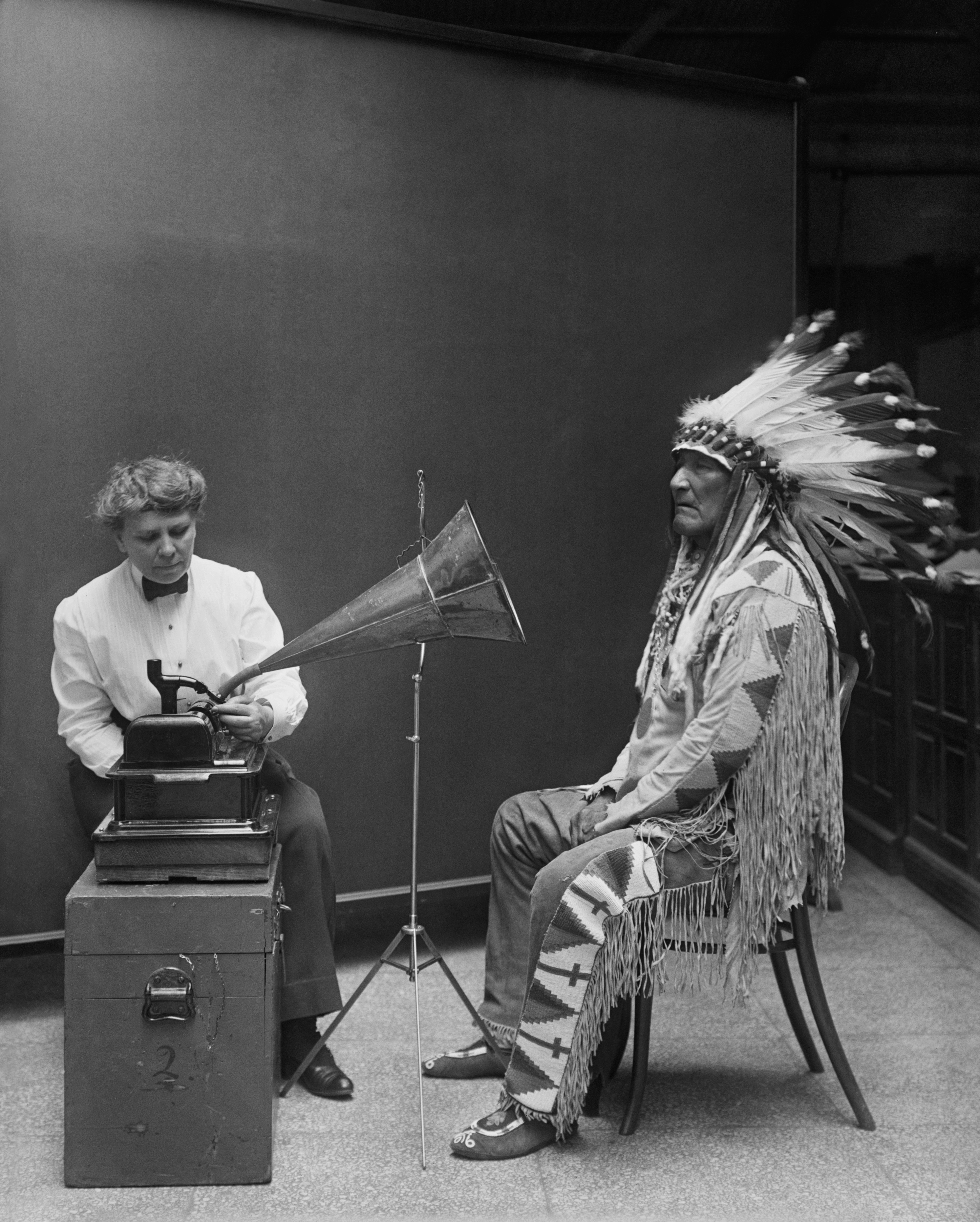
Frances Densmore enregistrant un cap indi Niitsitapi.

L'etnomusicologia és la branca de la musicologia que investiga, aplega, classifica i estudia la música tradicional oral de tot el món i la música culta de les civilitzacions no europees. Cal situar aquest interès per les cultures exòtiques en el context de la colonització de les potències europees a mitjan segle xix. John Blacking defensa la importància d'aquesta disciplina. L'autor justifica aquesta reivindicació en la importància d'explicar com afecten a la música els elements extramusicals:
| «               | Crec que l'etnomusicologia hauria de ser alguna cosa més que una branca de la musicologia tradicional que tracta de la música "exòtica" o "popular": podria promoure nous mètodes d'anàlisi de la música i de la història de la música | » |
| — John Blacking | |   |

## Història
L'etnomusicologia (terme provinent del llatí Ethnos = nació, i Mousiko = música) és l'estudi de la música en el seu context cultural. Originalment va ser anomenada musicologia comparada, i fou ubicada com una disciplina auxiliar de l'antropologia i l'etnologia. Jeff Todd Titon l'ha anomenat l'estudi de la gent fent música.
És concebuda normalment com l'estudi dels patrimonis culturals de pobles no occidentals, però en la seva més àmplia extensió, inclou l'anàlisi de la música occidental des d'una perspectiva antropològica. "L'etnomusicologia, com a cultura occidental, pot ser considerada en l'actualitat com un fenomen d'Occident".
Encara que l'etnomusicologia pretén enfocar la música per si mateixa, els etnomusicòlegs solen també posar atenció en l'estudi del context cultural més ampli.
L'etnomusicologia pròpiament dita va néixer a les acaballes del segle xix, i va ser practicada per personalitats com Béla Bartók, Zoltán Kodály, Vinko Zganec, Franjo Ksaver, Carl Stumpf, Erich von Hornbostel, Curt Sachs o Alexander J. Ellis, entre d'altres. En aquells temps, el seu interès principal era l'estudi de tradicions musicals i orals natives de regions diferents de les d'Europa, però, com s'ha apuntat abans, en temps més recents ha tornat els seus ulls cap a Occident mateix, ampliant el seu camp d'estudi a tots els estils de música que hi ha al món.
Els etnomusicòlegs apliquen les teories i el mètode de l'antropologia cultural en els seus estudis, que són complementats amb aportacions provinents d'altres ciències socials i disciplines humanístiques.
Molts treballs etnomusicològics han estat creats per estudiosos que no necessàriament són etnomusicòlegs pròpiament dits, com és el cas dels antropòlegs que analitzen la música com una part integral de la cultura d'una societat. Un exemple ben conegut és l'estudi de Colin Turnbull sobre els pigmeus mbuti. Un altre és el de Jaime de Angulo, un lingüista que va acabar per aprendre la música dels indígenes del nord de Califòrnia. Un altre exemple és el d'Anthony Seeger, professor de la Universitat de Califòrnia, que estudià la música i l'organització social dels Suyá, un poble que viu a Mato Grosso (Brasil).
Alguns centres importants d'estudis etnomusicològics són els campus de la Universitat de Califòrnia, a Los Angeles i a Santa Bàrbara, la Universitat d'Indiana, l'Institut d'Investigacions en Etnologia i Folklore de la Universitat de Zagreb (Croàcia), i l'Escola d'Estudis Orientals i Africans de la Universitat de Londres.
Amb especial interès en la música del continent africà, Paul Berliner, Andrew Tracey i Hugh Tracey són especialistes de gran renom. L'últim d'ells va fundar la International Library of African Music (Biblioteca Internacional de Música Africana).